# Biarum kotschyi
Biarum kotschyi är en kallaväxtart som först beskrevs av Heinrich Wilhelm Schott, och fick sitt nu gällande namn av Brian Frederick Mathew och Harald Harold Udo von Riedl. Biarum kotschyi ingår i släktet Biarum och familjen kallaväxter. Inga underarter finns listade.